# علي باجوف
علي باجوف (بالأديغية: Багъ Алий؛ مواليد 12 فبراير 1990) هو مُقاتل فنون قتالية مختلطة شركسي (قبرديني) يحمل الجنسية الروسية.

## وصلات خارجية
- علي باجوف على موقع شيردوغ (الإنجليزية)
- علي باجوف على موقع Tapology.com (الإنجليزية)